# Jingming
Jingming (chinesisch 泾明乡, Pinyin Jīngmíng Xiāng) ist eine Gemeinde im Kreis Jingchuan der bezirksfreien Stadt Pingliang in der Provinz Gansu der Volksrepublik China. Der Gemeindecode ist 620821202. Die Gemeindefläche beläuft sich auf 61,8 km², die Bevölkerung beläuft sich auf etwa 13.000 Personen.
Der Gemeinde unterstehen die zwölf Dörfer Baijia, Changwucheng, Diaobuzi, Goumenqian, Haojia, Leijiagou, Lianjiaping, Shandixia, Suanli, Sujiahe, Zhuangtou und Zijing.